# Budżet obronny
Budżet obronny – część środków w budżecie państwa przeznaczona do zapewnienia realizacji zadań obronnych.
Ze względu na strukturę budżetów obronnych wyróżniamy dwie kategorie wydatków:
- bieżące (inaczej wegetatywne) – np. utrzymanie sił zbrojnych, czyli wynagrodzenie, zakwaterowanie, umundurowanie, wyżywienie armii; szkolenie, np. eksploatacja sprzętu wojskowego oraz inne, np. transportowe
- inwestycyjne – tzn. praca naukowo-badawcza, zakup sprzętu wojskowego, uzbrojenia, wyposażenia oraz inwestycje budowlane.

Budżet obronny kształtuję się w różnych krajach w odmienny sposób i uzależniony jest od wielu czynników. Do najważniejszych z nich należą: położenie geograficzne (charakter i długość granic lądowych i morskich), ustrój polityczny i ekonomiczny, poziom rozwoju gospodarczego oraz wielkość kraju. Im większy i bogatszy kraj, tym więcej środków może przeznaczyć na obronność. Zasada ta jednak nie jest regułą. Niektóre kraje nisko rozwinięte, jak na przykład Korea Północna i Algieria, mają stosunkowo duże budżety wojskowe, natomiast bogate kraje Skandynawii – wręcz przeciwnie. W tworzeniu budżetu obronnego istotną rolę odgrywa specyfika danego kraju, czyli wypadkowa wielu innych czynników – w tym także historycznych, społecznych i kulturowych. Ciekawym zjawiskiem jest fakt, iż państwa demokratyczne znacznie mniej przeznaczają środków finansowych niż państwa totalitarne.
Należy zwrócić szczególną uwagę na uwarunkowania wynikające z polityki obronnej danego państwa – liczebności armii, celów obronnych, a także postawionych zadań, które związane są między innymi ze zobowiązaniami sojuszniczymi. Najlepszym przykładem zmiany ram polityki obronnej, jej zadań i skutków budżetowych jest Europa Środkowo-Wschodnia, w tym Polska. W związku z przystąpieniem do NATO budżet obronny Rzeczypospolitej Polskiej oraz innych nowo przyjętych krajów środkowo-europejskich musiał ulec przekształceniom, biorąc pod uwagę dodatkowe koszty finansowania operacji wojskowych wynikających ze zobowiązań sojuszniczych i realizowanych za granicą.
Wśród regionów o najwyższych wydatkach na obronność są:
- Ameryka Północna
- Azja i Oceania
- Europa

Do najważniejszych subregionów i państw, które odpowiadają za powyższy stan należą od lat Stany Zjednoczone, które dysponują budżetem 682 mld USD, co stanowi 39 proc. światowych wydatków wojskowych. W przypadku Europy największe budżety w 2012 roku miały odpowiednio: Rosja, Wielka Brytania, Francja, Niemcy i Włochy. W regionie Azji zdecydowanie dominowały Chiny i Japonia (ok. 166 mld USD i 59,3 mld USD).